# ملماس

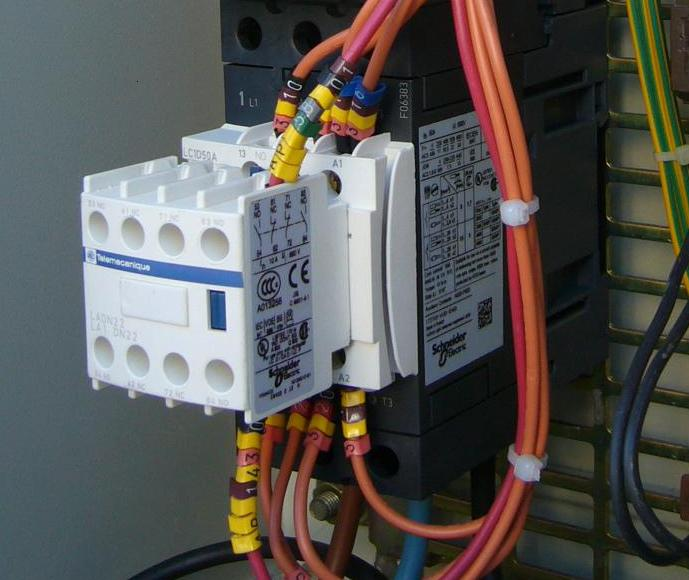
ملماس تيار متردد يتحكم بتيار مضخة.

المِلْمَاس أو مفتاح التلامس أو قاطع التماس أو ملامس الفصل والوصل أو الفاصل الواصل (بالإنجليزية: Contactor)‏ هو جهاز كهرطيسي يستخدم في فصل ووصل الدارات الكهربائية أو دارات التحكم. يتم تنشيط القاطع الكهربائي بتيار تحكم يكون ذو شدة تيار وفرق جهد أصغر من التيار الكهربائي المطلوب التحكم فيه. يأتي الواصل بعدة أشكال وأحجام واستطاعات بحسب طبيعة الاستعمال. وعلى خلاف قاطع الدارة الكهربائية فإن الواصل لا يقصد من استخدامه حماية الدارات من تيارات دائرة القصر.
ويستخدم في التحكم بالمحركات الكهربائية، الإضاءة، التدفئة ، المكثفات وغيرها.

## التكوين

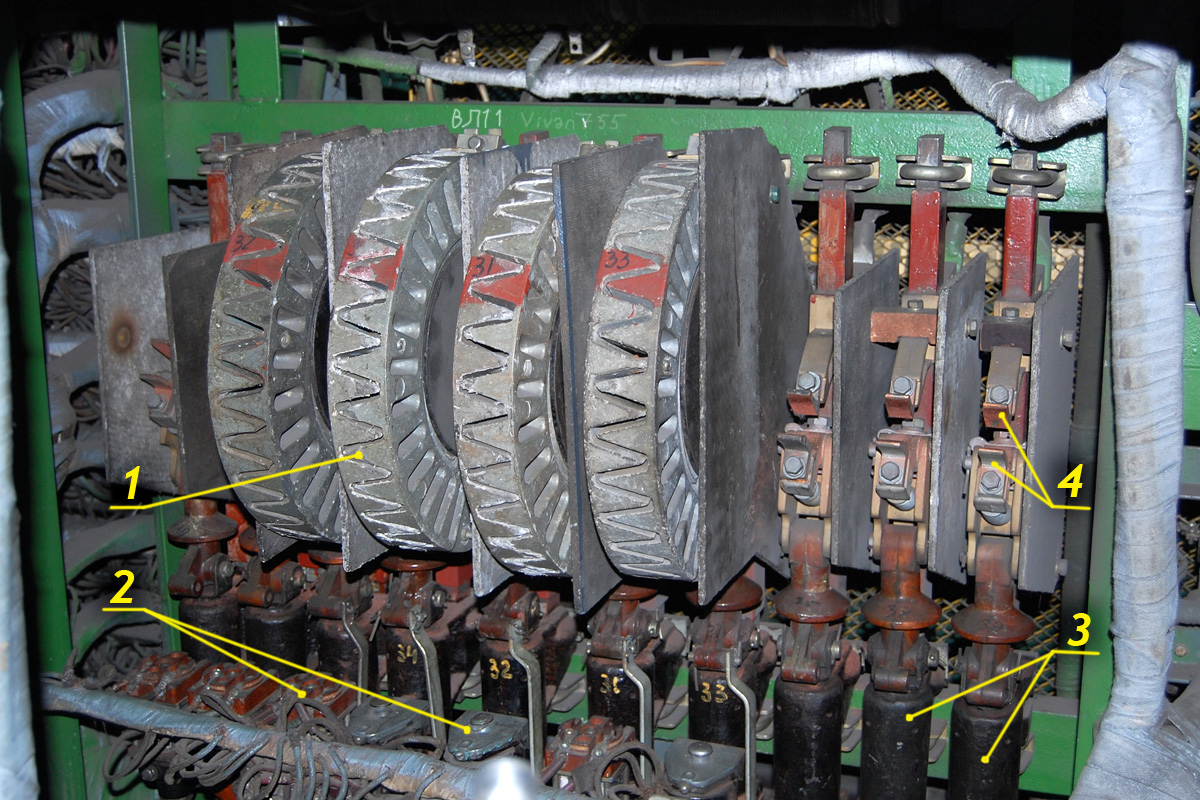
ملماس التيار المستمر

يعتبر الملماس من العناصر الأساسية في دوائر التحكم عموما، ودوائر المحركات والإنارة عالية القدرة على وجه خاص . وهو عبارة عن أقطاب أساسية قادرة على تحمل تيار عالي يتم التحكم فيها بواسطة ملف التحكم الذي يمر فيه تيار صغير، ومن ثم فيمكن من خلاله التحكم في تيارات عالية بواسطة تيارات منخفضة.
يزود الملماس بعدد من الأقطاب المساعدة وهي نوعان:
- الوضع الطبيعي مفتوح (normally open).
- الوضع الطبيعي مغلق (normally closed).

النوع الأول ( N / O ) يكون في الوضع الطبيعي مفتوحا طالما لا توجد إشارة كهربية في ملف الملماس، ومن ثم فالأقطاب الرئيسية أيضا مفتوحة، ثم أتوماتيكيا يتحول إلى الوضع مغلق بمجرد أن يكون ملف الملماس مكهربا، والعكس بالعكس في حالة النوع الثاني (N / C).
والاستخدام الأساسي لهذه الأقطاب المساعدة يكون في دوائر التحكم ذات التيار الخفيف، حيث يمكن متابعة الحالة الخاصة بالأقطاب الأساسية الحاملة للتيار الأساسي من خلال متابعة حالة الأقطاب المساعدة.

## الأنواع
أبرز هذه الأنواع:

### فئة AC1
وتستخدم في فصل وتشغيل دوائر الإنارة . وفي هذه الحالة يجب ألا تقل سعة التصنيع للملماس عن 1.25 من قيمة التيار المغذي لمجموعة اللمبات .

### فئة AC3
وتستخدم هذه الفئة لأداء عدد من المهمات مثل عند تشغيل المحرك الحثي، فصل وتشغيل محرك ثلاثي الأوجه . وفي هذه الحالة يجب أن تكون سعة التصنيع الملماس المستخدم تساوي على الأقل عشرة أمثال تيار المحرك المقنن .

### فئة AC4
تتشابه هذه الفئة مع فئة AC3 بشكل كبير، وتتميز عنها بأنه يمكن استخدامها في عكس دوران المحرك ثلاثي الأوجه، أو تحريكه على دفعات متتالية في فترة تشغيل قصيرة، وهذا يعني أن يكون الملماس المستخدم في هذة الفئة يتحمل قيمة قصوى للتيار أعلى من النوعية المستخدمة في فئة AC3 . وتكون سعة التصنيع تساوي على الأقل 12 مرة من تيار المحرك المقنن .

## المواصفات العامة
يُوَصَّف الملماس حسب عدة متغيرات من أهمها:
1. جهد التشغيل وقيمته وإذا ما كان التيار متردد أم مستمر.
2. عدد الأقطاب المساعدة ونوعها.
3. التيار المقنن الذي يمر خلال الأقطاب الرئيسية.
4. عدد الأقطاب الأساسية وهي دائما في الوضع الطبيعي مفتوح.
5. طبيعة الحمل.
6. أقصى جهد تشغيل وأقصى جهد مفاجئ.
7. أقل تيار تشغيل.
8. زمن الانتقال.
9. عدد مرات التبديل بين الحالات خلال عمره الافتراضي.